# 长葛市融媒体中心
长葛市融媒体中心，旧称长葛市广播电视台，是中华人民共和国河南省长葛市的广播电视机构，1997年由长葛人民广播电台、长葛电视台和长葛有线电视台合并建立。
长葛市融媒体中心于2018年12月挂牌成立。当时的长葛市也是河南省39个县级融媒体中心建设试点县（市）之一。其下属的“今日长葛”微信公众号曾获评“全国融媒创新发展最具传播影响力微信公众号”而新华网新华号《2021年度最具影响力榜单》，荣获“2021年度最具影响力县融”称号